# Dipterocarpus alatus
Dipterocarpus alatus är en tvåhjärtbladig växtart som beskrevs av William Roxburgh. Dipterocarpus alatus ingår i släktet Dipterocarpus och familjen Dipterocarpaceae. Inga underarter finns listade i Catalogue of Life.

## Bildgalleri

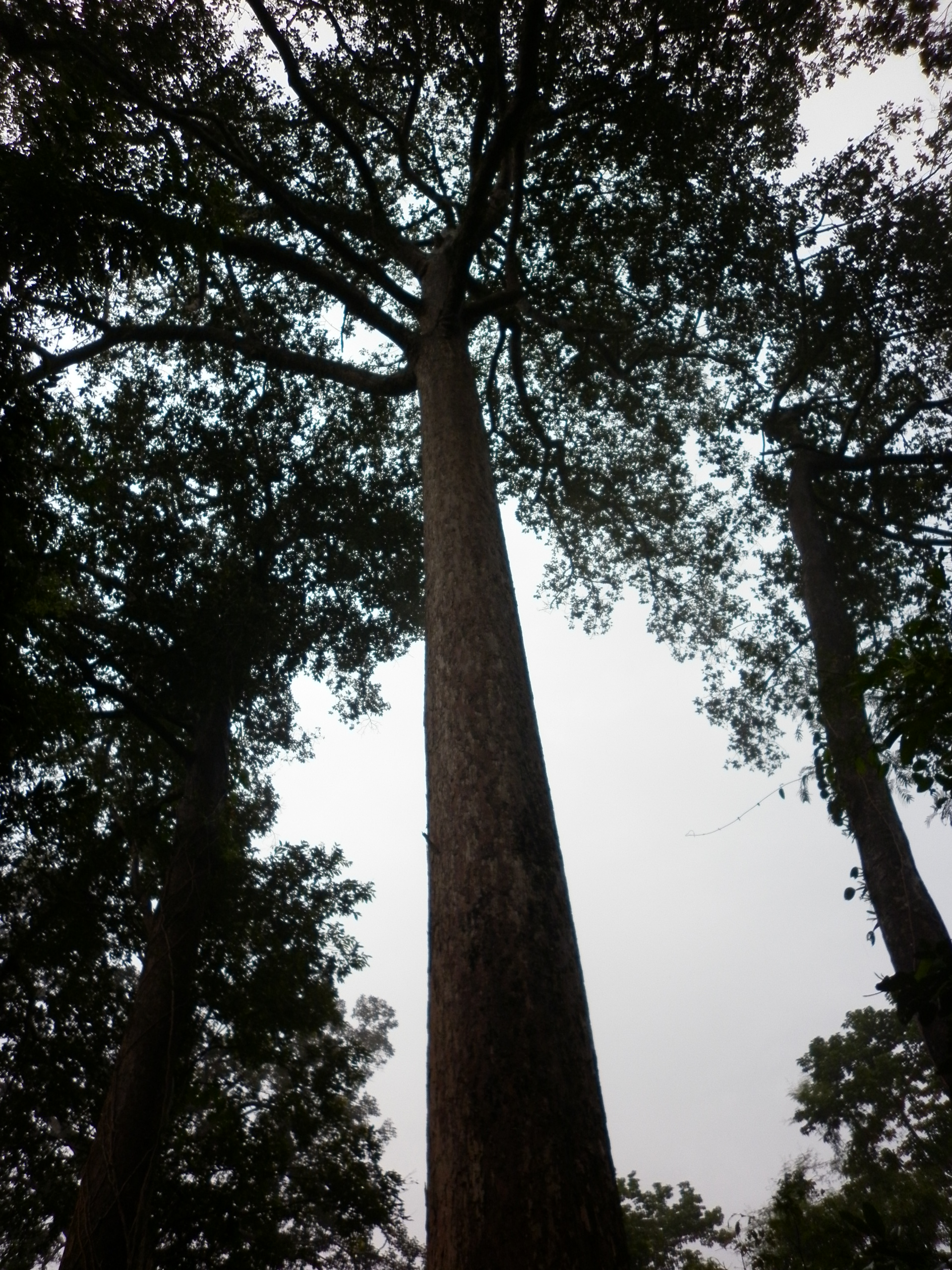
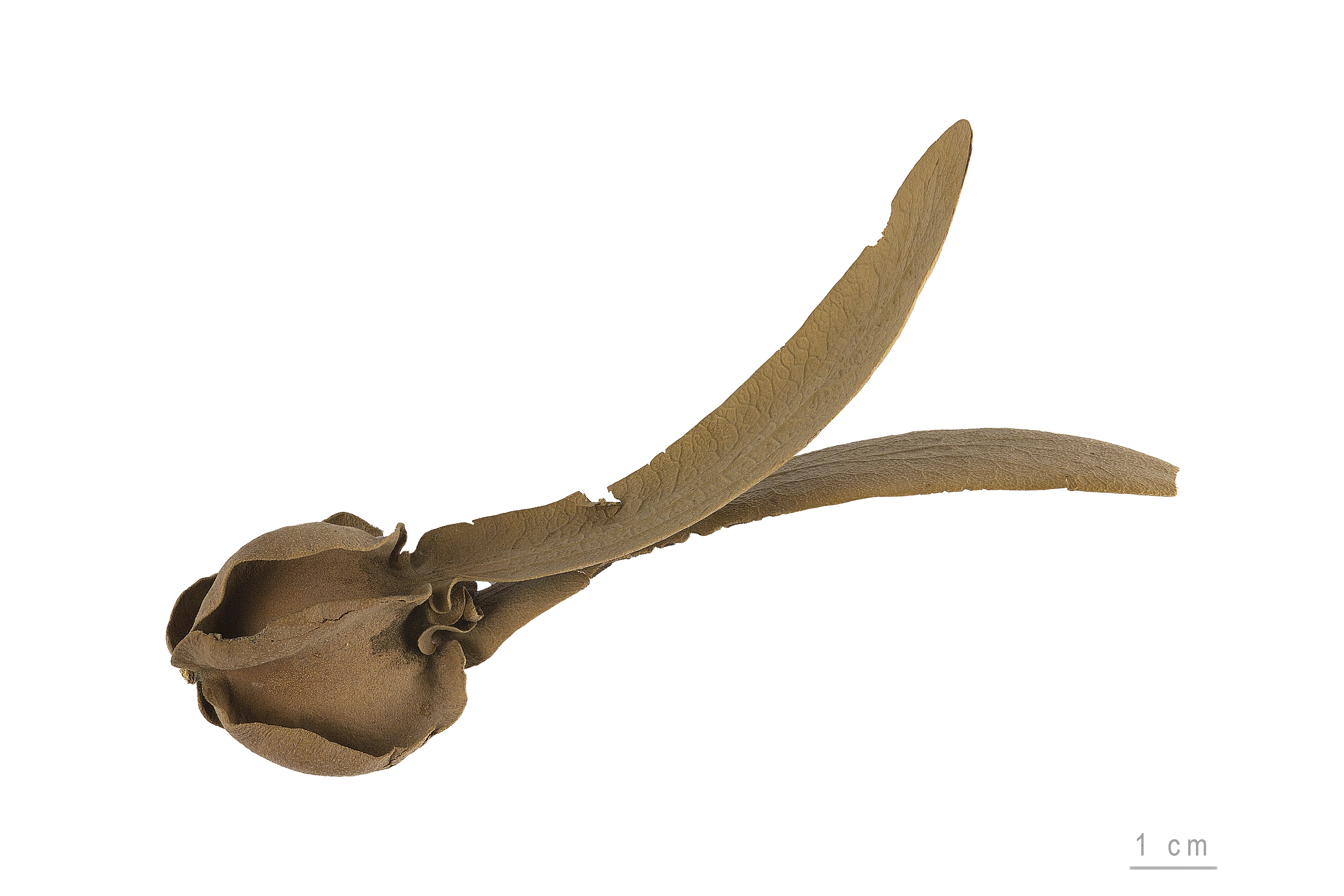
Dipterocarpus alatus - Museum specimen